# Paul L. Maier
Paul L. Maier (31 mei 1930 – Kalamazoo (Michigan), 27 februari 2025) was een Amerikaanse historicus en romanschrijver. Hij heeft verscheidene wetenschappelijke en non-fictiewerken over het christendom en romans over christelijke historici geschreven. Hij is voormalig professor antieke geschiedenis aan de Western Michigan University, waarvan hij zich terugtrok in 2011, met behoud van de titel van emeritus hoogleraar aan de geschiedenisfaculteit. Hij is de derde Vice-President van de Lutheran Church - Missouri Synod.

## Jeugd en opleiding
Maier is de zoon van Walter A. Maier (1893–1950), oprichter en vele jaren presentator van het radioprogramma The Lutheran Hour. Hij is afgestudeerd aan de Harvard-universiteit (Master, 1954) en Concordia Seminary, Clayton (Missouri) (Master of Divinity, 1955). Met een beurs van het Fulbright-programma studeerde Maier aan de Ruprecht-Karls-universiteit in Heidelberg (Duitsland) en in Bazel (Zwitserland). In Bazel studeerde Maier onder de geleerden Karl Barth en Oscar Cullmann. Hij verkreeg zijn Ph.D., summa cum laude, in 1957.

## Persoonlijk leven
Maier is gehuwd met Joan en heeft vier dochters. Hij reist en doceert veelvuldig.

## Loopbaan
Maiers belangstelling gaat onder meer uit naar het oude Nabije Oosten, het oude Griekenland, het oude Rome, het christendom en het Romeinse Keizerrijk en de Reformatie.
Hij is de auteur van zestien boeken, zowel historische fictie als non-fictie. Zijn historische fictie omvat de nummer één in de Amerikaanse religieuze fictie, A Skeleton in God's Closet (1993), alsook Pontius Pilate (1968), The Flames of Rome (1981), More Than A Skeleton (2003) en het kinderboek The Very First Christmas (1998). Maiers non-fictieve werken omvatten Josephus: The Essential Works, een vertaling en inkorting van de geschriften van Flavius Josephus en The Ecclesiastical History of Eusebius of Caesarea, een vertaling van Eusebius van Caesarea's Kerkelijke geschiedenis (Historia Ecclesiastica). Maier schreef samen met de christelijke apologeet Hank Hanegraaf The Da Vinci Code: Fact or Fiction? Het boek is een kritische weerlegging van Dan Browns bestseller De Da Vinci Code uit 2003. Bovendien heeft hij meer dan tweehonderd artikelen en recensies geschreven in periodieken als Archiv für Reformationsgeschichte, Church History, Harvard Theological Review, Hermes: Zeitschrift für Klassische Philologie, Concordia Theological Quarterly, Concordia Journal, Mankind, The Christian Century, Christianity Today en Christian Herald.

## Openbare optredens
In 2004 was Maier voor een heel jaar te gast in het dagelijkse christelijke praatprogramma 100 Huntley Street in Canada.
Eveneens in 2004 verscheen Maier in een aflevering van het televisieprogramma Penn & Teller: Bullshit! op de zender Showtime, genaamd The Bible: Fact or Fiction?. De gasten in het programma betoogden tegen een letterlijke uitleg van de bijbel. Maier was uitgenodigd om zowel een tegenargument als relevante achtergrondinformatie betreffende de tekst te geven. Maier verscheen ook in de televisieserie Mysteries of the Bible, in de aflevering genaamd "Paul The Apostle."
Maier overleed op 27 februari op 94-jarige leeftijd.

## Lijst van verschenen werken

### Boeken voor volwassenen
- A man spoke, a world listened: the story of Walter A. Maier [1963]
- Pontius Pilate [1968] ISBN 0-8254-3296-0 (Paperback), ISBN 0-8254-3261-8 (Hardcover), in het Nederlands verschenen onder de titel Pontius Pilatus
- First Christmas: The True and Unfamiliar  Story in Words and Pictures [Harper & Row, 1971] ISBN 0-06-065396-5 (Hardcover)
- First Easter: The True and Unfamiliar Story in Words and Pictures [Harper & Row, 1973] ISBN 0-06-065397-3 (Hardcover)
- First Christians: Pentecost and the Spread of Christianity [Harper & Row, 1976] ISBN 0-06-065399-X
- The Flames of Rome [1981] ISBN 0-8254-3297-9 (Paperback), ISBN 0-8254-3262-6 (Hardcover), in het Nederlands verschenen onder de titel De brand van Rome
- Josephus, the Essential Writings: A Condensation of Jewish Antiquities and the Jewish War [1988] ISBN 0-8254-2963-3
- In the Fullness of Time: A Historian looks at Christmas, Easter and the Early Church [1991]  ISBN 0-8254-3329-0
- A Skeleton in God's Closet [1994] ISBN 0-8407-7721-3, in het Nederlands verschenen onder de titel Het Rama document
- Eusebius - The Church History: A new translation with commentary [1999], ISBN 0-8254-3328-2
- More Than A Skeleton: It was one man against the world [2003] ISBN 0-7852-6238-5, in het Nederlands verschenen onder de titel Operatie Wederkomst
- The Da Vinci Code: Fact or Fiction? (geschreven samen met Hank Hanegraaf) [2006] ISBN 1-4143-1035-8
- A Skeleton in Rome [2011]
- The Constantine Codex [2011] ISBN 1-4143-3773-6, in het Nederlands verschenen onder de titel Codex Constantijn

### Boeken voor kinderen
- The Very First Christmas [1998] ISBN 0-570-05064-2, in het Nederlands verschenen onder de titel En het geschiedde...
- The Very First Easter [1999] ISBN 0-570-07053-8
- The Very First Christians [2001] ISBN 0-570-07175-5
- Martin Luther: A Man Who Changed the World [2004] ISBN 0-7586-0626-5
- The Real Story of the Creation (illustrated by Robert T. Barrett) [2007] ISBN 0-7586-1265-6
- The Real Story of the Flood (illustrated by Robert T. Barrett) [2008] ISBN 0-7586-1267-2

### Lijst van DVD’s
- Christianity: The First Three Centuries [2003]
- The Odyssey of St. Paul [2003]
- Jesus: Legend or Lord? [2003]
- How We Got the Bible [2009]
- Christianity and the Competition [2010]